# Montet-et-Bouxal
Montet-et-Bouxal – miejscowość i gmina we Francji, w regionie Oksytania, w departamencie Lot.
Według danych na rok 1990 gminę zamieszkiwały 194 osoby, a gęstość zaludnienia wynosiła 17 osób/km² (wśród 3020 gmin regionu Midi-Pyrénées Montet-et-Bouxal plasuje się na 869. miejscu pod względem liczby ludności, natomiast pod względem powierzchni na miejscu 986.).